# بكتيريا عصوية

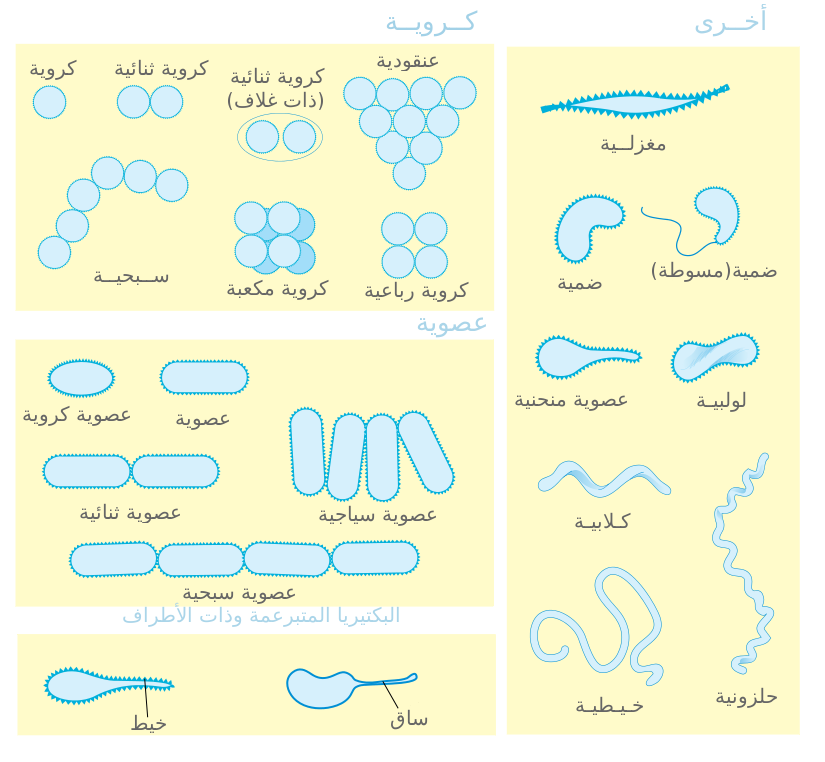
رسم يوضح الأشكال المختلفة للبكتيريا

العُصَيّات (المفرد: عصية) (باللاتينية: bacillus)(المفرد: bacilli) وهو مصطلح يستخدم لوصف أي بكتيريا عصوية الشكل أو غير كروية.
أن مصطلح العصويات يشير تصنيفياً إلى عائلة من البكتيريا (Bacillaceae) والذي تندرج تحتها عدة أجناس.
قد توجد العصيات على شكل منفرد أو ثنائية أو على شكل تجمع سبحي أو سياجية (خلاياها متراصفة بشكل عمودي على شكل سياج).

## الطرق المختلفة لتكون الجدار في البكتيريا العصوية
يبدو أن هناك طريقتين لتكوين الجدار الخلوي للبكتيريا العصوية عند الانقسام الثنائي:
1. تكون الجدار الجديد في المنطقة الفاصلة بين الخليتين ويدفع بالجدار القديم بعيداً حتى تتكون خليتين منفصلتين.
2. يتكون الجدار الجديد على طرفي الخليتين ويمتد مبتعداً عن الأصل حتى تتكون خليتين منفصلتين.

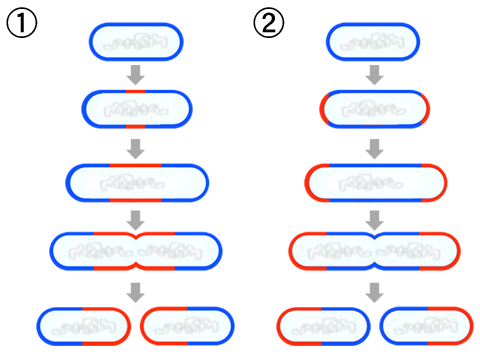
الانقسام في البكتيريا العصوية (الخط الأحمر هو الجدار الجديد المتكون)

## الاصطباغ بصبغة غرام
من العصيات ما هو إيجابي الغرام وما هو سلبي الغرام.

### أمثلة على عصيات إيجابية الغرام

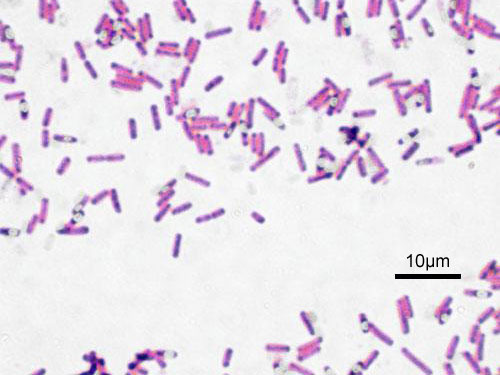
صورة مجهرية للعصوية الرقيقة، وهي بكتيريا إيجابية الغرام.

- العصوية وجميع الأنواع المندرجة تحته ومن أشهرها العصوية الجمرية المسببة لمرض الجمرة الخبيثة
- كلوستريديوم، ومن أنواعها كلوستريديوم بوتيولينيوم التي تسبب التسمم الوشيقي والمطثية الكزازية المسببة للكزاز.

### أمثلة على عصيات سلبية الغرام
- الإشريكية القولونية

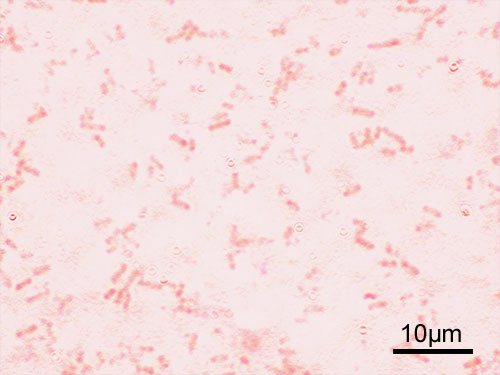
صورة مجهرية للشيغيلة الفلكسنرية، وهي عصيات سلبية الغرام.

- سلمونيلا وتسبب أنواعها الحمى التيفوئيدية والكثير من التسممات الغذائية.
- جرثومة المعدة (H.Pylori)